# Айрт, Ренни
Ренни Джордж Айрт (англ. Rennie Airth; род. 1935[…], Йоханнесбург, Трансвааль) — южноафриканский писатель
, журналист, автор криминальных романов.

## Биография
Работал иностранным корреспондентом агентства Reuters, освещавшим политические события во всем мире.
Литературную карьеру начал в 1969 году с публикации юмористического детектива «Snatch!» (Похищение!), который в 1976 году был экранизирован режиссёром Клодом Пиното под названием «Суперплут» с Ив Монтаном и Клодом Брассёром в главных ролях.
Второй шпионский роман «Once A Spy» опубликовал лишь в 1981 году. За ним последовали романы из серии о детективе-инспекторе Джоне Маддене:
- River of Darkness (1999)
- The Blood-Dimmed Tide (2003)
- The Dead of Winter (2009)
- The Reckoning (2014)
- The Death of Kings (2017).

В 2000 году награждён Гран-при полицейской литературы (Grand prix de littérature policière).
В настоящее время проживает в Италии.